# اچ‌ام‌اس رابرتس (اف۴۰)
اچ‌ام‌اس رابرتس (اف۴۰) (به انگلیسی: HMS Roberts (F40)) یک نوع کشتی جنگی کوچک (مانیتور) بریتانیایی به طول ۳۷۳٫۲۵ فوت (۱۱۳٫۷۷ متر) بود. این کشتی در طول جنگ جهانی دوم در ۲۷ اکتبر ۱۹۴۱ ساخته شد.